# Heinrich Bockelmann

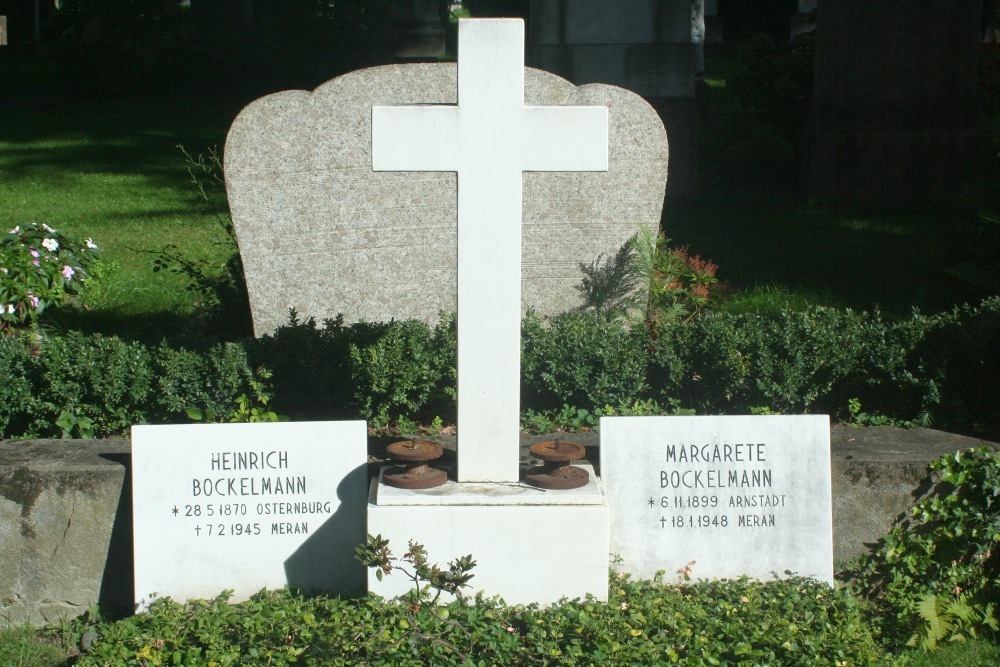
Grab von Heinrich und Margarete Bockelmann auf dem evangelischen Friedhof, Meran

Christian Carl Heinrich Bockelmann (* 28. Mai 1870 in Osternburg; † 7. Februar 1945 in Meran) war ein deutscher Bankier und Diplomat.

## Biografie
Bockelmann wurde als Sohn des Kapitäns Johann Hinrich Bockelmann (u. a. Passagierschiff Henriette) geboren. Er wanderte 1892 in die russische Metropole Moskau aus und brachte es dort vom Volontär zum Mitinhaber der Junker-Bank. Bockelmann lebte in der Kasakowa-Straße in Moskau und heiratete Anna Luise Förster, die Tochter eines Miteigentümers. Nach der Kriegserklärung des Deutschen Kaiserreiches an Russland wurde Bockelmann  1914 als Deutscher an den Ural/Sibirien deportiert, von wo er während einer genehmigten Moskau-Reise nach Schweden floh, wohin seine Familie ausgereist war. Ab 1915 gab Bockelmann von Stockholm aus Erkenntnisse aus seinen Geschäftskontakten mit Russland an das Auswärtige Amt in Berlin weiter. Bockelmann berichtete über die innenpolitische Lage in Russland, zum Beispiel über Bergarbeiterstreiks im Süden, teilweise trug er beim Staatssekretär persönlich vor. Zur Konfliktkommunikation sollte Bockelmann über Strohmänner einen russischen Verlag erwerben. 1916 stattete er dafür den ehemaligen Sekretär des russischen Finanzministers Sergei Juljewitsch Witte, den Journalisten und Geschäftsmann Josef Kolyschko, und Fürst Bebutow, ein früheres Duma-Mitglied, mit finanziellen Mitteln aus. Eigentümer wollten Bockelmann und Hugo Stinnes werden.
Ein Teil der Finanzmittel wurde wahrscheinlich in ein Zeitungsprojekt von Maxim Gorki investiert, die seit Mai 1917 erscheinende Petersburger Zeitung Nowaja Schisn (Neues Leben). Bockelmanns Prognosen trafen nicht immer zu: am 24. Februar 1917, zwei Wochen vor der Revolution im julianischen Februar, glaubte er „nicht an eine nahe bevorstehende große Veränderung in der inneren Politik Russlands“. Später erklärte er, dem Aufstand sei „eine große Bedeutung nicht beizumessen“. In Stockholm knüpfte Bockelmann Ende März 1917 Kontakt zu Isaac Nachman Steinberg (1888–1957), einem späteren Justizminister unter Lenin.
Nach Kriegsende 1918 kaufte er Gut Barendorf in Niedersachsen, das seine Frau nach der Scheidung 1924 bis zu ihrem Tod 1965 bewohnte. Bockelmann lebte und arbeitete weiter in der Berliner Mauerstraße in seiner Privatbank, bis er sie 1929 verkaufte. 1931 erwarb er Schloss und Gut Ottmanach bei Klagenfurt, das er seinem Sohn Rudolf zur Verwaltung übertrug.
Während der NS-Zeit lebte er mit seiner zweiten Frau, die er 1925 in Berlin geheiratet hatte, in Meran, wo er kurz vor Kriegsende starb.

### Familie
Heinrich Bockelmann war Vater von fünf Kindern: Werner Bockelmann, Erwin Bockelmann, Gert Bockelmann († 18. August 1975, Leiter von Gut Barendorf und Bürgermeister von Barendorf), Johann (Jonny) Bockelmann (* 8. Februar 1913 in Moskau; † 20. Januar 2001 in Frankfurt am Main, Rechtsanwalt und Chef der BP Hessen) und Rudolf Bockelmann. Letzterer war der Vater des Sängers Udo Jürgens (1934–2014) sowie von John Bockelmann (1931–2006) und Manfred Bockelmann (* 1943), einem bekannten Maler und Fotografen.